# バイオハザード アンブレラ・クロニクルズ
『バイオハザード アンブレラ・クロニクルズ』（RESIDENT EVIL THE UMBRELLA CHRONICLES）は、カプコン・キャビア開発、カプコン発売のWii専用ゲームソフト。

## 概要
2006年のE3で開発を発表、名称は同年9月14日に発表された。日本では2007年11月15日発売。
本作のストーリーは、過去に発売された『バイオハザード0』（以下『0』）の「黄道特急事件（本作からの定義）」から始まり、
『バイオハザード』（以下『1』）の「洋館事件」と『バイオハザード3 LAST ESCAPE』（以下『3』）の「ラクーン市壊滅事件」を遡行しながら、
今までの作品において語られたストーリーの裏側を明かすというコンセプトをとっている。
また、『3』と『バイオハザード4』（以下『4』）の時系列的な狭間に起こったアンブレラ崩壊の過程も新たに収録されている。
Wiiのライトユーザー向けとして開発された、操作の比較的容易なオート移動のガンシューティングゲーム。過去に発売された『バイオハザードシリーズ』の名シーンを再現しており、以前からのファンにも楽しめる作品になっている。
本作品にはクリスやジルなど、歴代の主人公たちが多数登場するが、今回はこれまでプレイヤー側の敵役が主だったアルバート・ウェスカーもプレイヤーキャラクターとして登場する。また、物語全体の狂言回しとしても立ち回る。
『バイオハザード4 Wiiエディション』には、特典映像としてトレーラーが収録されている。
本作品は、ソフトのみの通常版（¥7,340）に加え、特別パッケージ、「Wiiザッパー」、ウェスカーについてや事件の概要を記した冊子・『ウェスカーズ エクストラレポート』（フルカラーで全28ページ）、オリジナルステッカーといった特典が付いた『バイオハザード アンブレラ・クロニクルズ エキスパートパッケージ』（¥8,610）も同時発売された。この『エキスパートパッケージ』は限定生産となっている。
2008年3月4日、カプコンは本作品の全世界累計出荷数が100万本を突破していることを発表した。
2012年6月28日に、本作と続編『バイオハザード ダークサイド・クロニクルズ』の2タイトルをHDリマスターしたPS3用ソフト『バイオハザード クロニクルズ HDセレクション』が発売された。数量限定特典として、『ウェスカーズ エクストラレポート』と『ダークサイド レポート』の電子復刻版がダウンロードできるプロダクトコードが付属する。

## ゲームシステム
- ワイド表示対応、プログレッシブ出力対応。
- Wiiリモコン用ガンアクセサリー「Wiiザッパー」対応。
- 2Pとの共同プレイが可能。体力ゲージは2人で1つを共有する。
- システム面において『ガンサバイバーシリーズ』との僅かな共通性が見られるが、本作は『ガンサバイバーシリーズ』には含まれない。
- 『0』に相当する「黄道特急事件」、『1』に相当する「洋館事件」、『3』に相当する「ラクーン市壊滅事件」、そして本作オリジナルの「アンブレラ終焉」という4つのシナリオがあり、それぞれ3つのメインチャプターといくつかの隠しチャプターで構成されている。シナリオによって操作できるキャラクターが異なる。
- 基本システムは、一人称視点のガンシューティング（移動は自動式）である。ヌンチャクでカメラ操作が可能。リモコンを使ってエイミングを行い、主に射撃によって敵を倒しながら進めていく。銃器のリロードは、リモコンを振ることで行う。また、シリーズおなじみのナイフ攻撃や、特定の条件下で『4』や『バイオハザード5』（以下、『5』）にあるような体術を繰り出すこともできる。
- ステージ内に置かれているアイテムは、照準を合わせてアクションボタンを押せば取得することができる。種類は武器の弾薬、手榴弾、アンブレラマーク（ストーリーやキャラクターに関する情報ファイル）、ハーブ（体力ゲージが一定量回復する）、救急スプレー（取るとストックされ、体力ゲージが0になった時点で自動的に最大値まで回復する）など。家具や備品などのオブジェクトに隠されていて、それらを破壊することで出現するものもある。
- ステージ（チャプター）をクリアすると、クリアタイム、敵撃破数、クリティカルヒットの回数、破壊したオブジェクトの数、情報ファイルの取得数などの項目がランク付けされ、総合ランクが算出される。そのランクに応じてリザルトアイテムやポイントが獲得できる。獲得ポイントによって、新たな武器を入手したり、武器をカスタマイズすることができるようになる。
- 難易度設定はイージー、ノーマル、ハードの3種類。情報ファイルは全難易度共通だが、リザルトアイテムは難易度によっては取得できないものもある。

## 登場人物
アルバート・ウェスカー（Albert Wesker）
本作の真の主人公。『1』、『0』、『バイオハザード CODE:Veronica』（以下『CV』）、『4』及び『5』の登場人物。
S.T.A.R.S.アルファチームの隊長でもある。今作では、上記にもあったようにプレイヤーキャラクターとしても登場し、更に本作の物語の狂言回しもしている。
シリーズを通して、繰り広げられてきた様々な事件の背後にいる男。
今作では『1』で死亡してから、『CV』での再登場に至るまでの経緯が語られている。
クリス・レッドフィールド（Chris Redfield）
『1』、『CV』及び『5』の主人公。S.T.A.R.S. アルファチーム所属。
「洋館事件」ではジルと終始行動を共にしながら事件の真相を解明し、オリジナルシナリオでは再びジルと共にロシアの基地へと突入する。
ジル・バレンタイン（Jill Valentine）
『1』及び『3』の主人公。S.T.A.R.S. アルファチーム所属。
「洋館事件」ではクリスと共に行動し、「ラクーンシティ壊滅事件」では、カルロスと共にネメシス（追跡者）の手から逃れつつ、街からの脱出を目指す。
その後、クリスと共に私設対バイオハザード部隊に入隊し、ロシアの基地へ突入する。
レベッカ・チェンバース（Rebecca Chambers）
『0』の主人公、及び『1』の準主人公。S.T.A.R.S. ブラヴォーチーム所属。
「黄道特急事件」ではビリーと、隠しシナリオではリチャードと共に行動する。
ビリー・コーエン（Billy Coen）
『0』の主人公。元海兵隊少尉。
アフリカで村人を23人殺害した罪で、死刑判決を受けた。「黄道特急事件」でレベッカと出会い、行動を共にする。
カルロス・オリヴェイラ（Carlos Oliveira）
『3』の準主人公。U.B.C.S.（アンブレラ バイオハザード対策部隊）所属。
ジルと共に街からの脱出を目指す青年。「ラクーン市壊滅事件」に登場する。
リチャード・エイケン（Richard Aiken）
『1』の登場人物。S.T.A.R.S. ブラヴォーチーム所属。
「洋館事件」で死亡するが、本作ではレベッカの隠しシナリオで、パートナーとして行動を共にする。
ブラッド・ヴィッカーズ（Brad Vickers）
『1』、『バイオハザード2』（以下『2』）及び『3』の登場人物。S.T.A.R.S. アルファチーム所属。
今回は洋館事件のステージに登場し、ヘリの操縦を担当。タイラントに苦戦するクリスとジルにロケットランチャーを受け渡す。
後にラクーンシティでネメシスに殺害され、ゾンビ化する。
エイダ・ウォン（Ada Wong）
『2』、及び『4』の登場人物。
全てが謎に包まれた女性であり、エイダ・ウォンという名も偽名である。
本作は『2』で行方不明になってからラクーンシティを脱出するまでの様子が描かれる。重傷を負っており、包帯を体中に巻いている。
ラクーン市壊滅事件の「瀕死」にて出現し、シリーズを通して愛用するフックショットを手に入れた。
ハンク（Hunk）
『2』のミニゲーム「The 4th Survivor」の主人公で『4』のミニゲーム「THE MERCENARIES」のプレイヤーキャラクターの一人。
U.S.S.（アンブレラ特殊工作部隊）所属。
本編で、Gウィルスのカプセルに反射して素顔が見える。また、『4』での特殊技「処刑」は今作も健在。
セルゲイ・ウラジミール大佐（Colonel Sergei Vladimir）
新登場のキャラクター。元ソ連軍の大佐で、現在はアンブレラの親衛隊長。
軍時代の人脈が豊富で、U.B.C.S.の設立にも深く関わっており、オズウェル・E・スペンサーには並ならぬ忠誠を誓っている一方、マーカス所長には個人的な恩義を感じているらしい。
セルゲイは1000万人に一人の確率で存在するウィルス完全適合者で、自身のクローン10体をタイラント用に提供している。
アンブレラの重鎮として最後までウェスカーの前に立ちはだかるが、最期は自らウィルスの力を解き放ち、ウェスカーに倒される。
愛銃はレーザーサイト付き「モーゼルC96」でウェスカーと対峙した時のみ使用。
私設対バイオハザード部隊
アンブレラ社崩壊シナリオに登場する特殊部隊。
クリスとジルが所属しており、2人の他にも多数の隊員が登場する。
地下にある施設の中枢に向かったクリスらに対して、他の隊員は地上に出てきたゾンビやB.O.W.の掃討作戦を展開。死者も出たが最終的には作戦を成功させた。
この部隊は『5』に登場する「BSAA」の前身である。
- この他に、エイダのシナリオのエンディングにて、セルゲイと一緒にヘリに乗っている男性の老人が確認できる。「体に管がつながっている」など『5』登場時のオズウェル・E・スペンサーと特徴が一致しているが、顔は登場せず、名前も紹介されない。

## 登場武器
登場武器のすべてが過去の作品に登場したもので、大きく分けると、ハンドガン（6種類）・ショットガン・サブマシンガン・マグナム・グレネードランチャー・ロケットランチャー（各3種類）である。各武器（ハンドガンを除く）は最初はLv4までしか改造できない（ある条件を満たすとLv5の弾数無限に改造できる）。括弧内はモデルとなった銃。
ハンドガン（サムライエッジ、ベレッタM93R、コルトガバメント9mmモデル、シグザウアーSP2009、H&K VP70、オリジナルハンドガン）
基本的に各キャラクターが原作で使用したものだが連射能力やリロード時間などの性能は基本的に同じ。例外として、オリジナルシナリオのウェスカーが使用しているハンドガンは、『4』の「THE MERCENARIES」で使用していたモデルで、サプレッサー付きの為発射音が静かで、さらにほかのハンドガンよりも若干、弾発射間隔時間とリロード時間が短い。エイダのハンドガンはベレッタM93Rで、三点バースト（三連射）ができ、装弾数が他のものの倍となっている。また、すべてのハンドガンは最初から所持弾数が無限である。ゾンビに対するクリティカルヒットは基本的にこの武器で狙うことになる。
ショットガン（レミントンM870、ベネリM4、RDI ストライカー12）
広範囲に弾が拡散するため、近距離で敵を狙う場合や囲まれた状況を打開するのに役立つが、装弾数が少ないほか、リロード時間が遅めである。なお、アサルトショットガンが一番威力が高いが、ショットガンSAの方が広範囲に弾が広がり、リロードも早い。レミントンM87は「ショットガン」。ベネリM4は「アサルトショットガン」。RDI ストライカー12が「ショットガンSA」と表記される。
サブマシンガン（H&K MP5、ステアーTMP、H&K MP5別モデル）
1発あたりの威力はハンドガンよりも低いが、連続して撃てるため、敵の反撃を受けずに倒すことができる。装弾数も多いが、敵に囲まれた状態では不利である。サブマシンガンHPが一番威力が高く、マシンピストルが連射能力が高い。H&K MP5が「サブマシンガン」。ステアーTMPが「マシンピストル」。H&K MP5別モデルが「サブマシンガンHP」である。
グレネードランチャー（RSAF アーウェン37、オリジナルモデル、M79）
手榴弾を発射して広範囲にダメージを与える。どのモデルもロケットランチャーには及ばないが、それでもかなりの威力を誇る。弱点としては、弾速が遅いため弾が真っ直ぐ飛ばず、途中から重力に従って落ちていってしまう。RSAF アーウェン37が「グレネードランチャー」。オリジナルモデルが「グレネードランチャーAT」。M79が「グレネードランチャーHP」である。
マグナム（S&W M29オリジナルカスタム、LAR グリズリー、S&W M500）
ハンドガンほどの反動で非常に強力な弾を打てる武器。一応この武器でもゾンビへのクリティカルヒットを狙うことができる。S&W M29オリジナルカスタムが「マグナムリボルバー」。LAR グリズリーが「マグナムAT」。S&W M500が「ハンドキャノン」である。
ロケットランチャー（オリジナルモデル、US M202A1、RPG-7）
ボスキャラクターを除く全ての敵を一撃で葬り去る最強兵器。ただし、装弾数は多くなく、連射もきかない。オリジナルモデルが「ロケットランチャー」。US M202A1が「四連装ロケットランチャー」。RPG-7が「対戦車ランチャー」である。
手榴弾
威力はグレネードランチャーと同等だが、投げたい位置に正確に投げるには慣れが必要である。
ナイフ
標準装備の武器。改造は出来ないが、貼り付いて攻撃してくるクリーチャーに有効。

## ステージ

### 黄道特急事件
チャプター1
レベッカとビリーの出会いから、黄道特急の停止までを描く。ボスはスティンガー。
チャプター2
舞台はアンブレラ幹部養成所。ボスはインフェクティッドバット。
チャプター3
工場と処理場を進んでいく。ボスは女王ヒル第1、第2形態。
「発端」チャプター1
隠しステージ。ウェスカーを操作し、研究所から脱出のロープウェイまで進む。ボスはプロトタイラント。
「発端」チャプター2
隠しステージ。幹部養成所を抜けて、黄道特急の脱線場所まで向かう。ボスはイワン。

### 洋館事件
チャプター1
ケネスがゾンビに殺害されている所から始まる。ボスはヨーン。
チャプター2
リチャードとレベッカを残し、引き続き捜索を続ける。ボスはプラント42。
チャプター3
地下の研究所を進んでいく。ボスはスーパータイラント。
「悪夢」チャプター1
隠しステージ。キャラクターはレベッカとリチャード。彼らが寄宿舎で合流し、洋館に入るまでを描く。このステージにはボス戦がない。
「悪夢」チャプター2
隠しステージ。洋館進入から、クリスらと合流するまでのステージ。ボスはヨーン。
「転生」チャプター1
隠しステージ。タイラントに殺害されるも蘇生したウェスカーのシナリオ。ボスはリサ・トレヴァー。
「転生」チャプター2
隠しステージ。研究所を抜けて洋館までたどり着くが、再びリサ・トレヴァーに妨害される。ボスは引き続きリサ・トレヴァー。

### ラクーン市壊滅事件
チャプター1
ジルとカルロスが出会い、ラクーン市警まで行こうとするステージ。ボスはグレイブディガー。
チャプター2
ラクーン市警までの近道として地下鉄を利用し先に進む。ボス戦と言えるものはないが、最終局面では無数のハンターと交戦する。
チャプター3
ラクーン市警のエントランスから、脱出ヘリの来る屋上まで向かう。ボスはネメシス第1、第2形態。
「瀕死」チャプター1
隠しステージ。エイダ・ウォンを操作する。レオンと別れ、G-ウィルスのサンプルを入手したところから始まる。ボスは『バイオハザード アウトブレイク FILE2』（以下『OB2』）にも登場したタイラントR。
なお、このチャプターのみタイトルの通りに最初から瀕死の状態でステージが開始する。
「The 4th Survivor」チャプター1
全ステージ中最後にプレイ可能となる隠しステージ。U.S.Sアルファチーム隊員ハンクを操作する。ボス戦はないが、最後に多数のハンターやリッカーと戦闘になる。

### アンブレラ終焉
チャプター1
クリスとジルが、私設対バイオハザード部隊と共にアンブレラ社ロシア支部の工場に突入する。ボス戦はないが、ラクーン市壊滅事件チャプター2のように、多数のハンターと戦うことになる。
チャプター2
工場の地下へと進んでいく。途中『映画版バイオハザード』からオマージュされたレーザートラップが登場する。このステージもボス戦はないが、道中に今まで登場したクリーチャーのほぼ全てが大挙して襲ってくる。
チャプター3
アンブレラ社最後の希望が存在する工場の最奥に向かう。ボスはテイロス。
「闇を継ぐ者」チャプター1
隠しステージ。クリスらとは別ルートで工場に侵入したウェスカーを操作する。ボスはイワン2体。
「闇を継ぐ者」チャプター2
隠しステージで、本作品の最終ステージ。イワン2体を退けたウェスカーはレッドクイーンのデータを得るため進んでいく。ボスはセルゲイモンスター。

## 主な登場クリーチャー
過去のシリーズ作品に対応したシナリオでは、ゾンビを始め、登場するクリーチャーもほぼそれに準じたものとなっているが、オリジナルシナリオや隠しチャプターには本作が初出のクリーチャーも登場する。詳しくは、『バイオハザードシリーズ』を参照のこと。なお、本作のハンターには、過去の作品には無かった無敵時間を有するものがある。

### ボスモンスター
スティンガー
T-ウィルスの影響により、異様に巨大化したサソリ。
サソリならではのハサミや尻尾を使った攻撃を行う。
インフェクティッドバット
T-ウィルスに感染したコウモリが、さらに進化した変異体。
通常のコウモリよりも遥かに大きく、筋力が異常に発達している。
女王ヒル
マーカス博士の死体に吸血ヒルが取り付き、10年もの年月をかけDNAを取り込み変異したもの。
人の形の第一形態と、ダメージの蓄積で暴走し肉塊のような姿になる第二形態がある。
ヨーン
T-ウイルスの二次感染により、異常に巨大化した毒ヘビ。
ヘビ特有の凶暴性や俊敏性を兼ね備え、あらゆる方向から攻撃してくる。
プラント42
研究員が好奇心で植物にT-ウイルスを注入したところ、異常に巨大化し食肉型植物と化したもの。
植物だが、花粉を噴出させたり酸を吐き出すなど、多様な攻撃を仕掛けてくる。
タイラントR
アンブレラ社が開発するB.O.W.（Bio Organic Weaponの略。「有機生命体兵器」の意）の完成形の一つ。
ゾンビなどと異なり、コンピューターによってインプットされた命令に従い行動するという特徴を持つ。
グレイブディガー
アンブレラ社の地下施設におけるウィルス実験により土壌が汚染された結果、偶発的に誕生した巨大な節足動物。
地面から飛び出して体当たりしてきたり、近くにある車やバスを持ち上げて投げ飛ばしてきたりと、オリジナルよりもかなり激しい攻撃をしてくる。
ネメシス
「追跡者」の異名をもつB.O.W.。
寄生生物「ネメシス」をタイラントに移植したことで、知能が大幅に向上しており、武器や言語を使用する（本編では「S.T.A.R.S.（スターズ）」という言葉を発する。本編と異なり高い声で叫ぶ）。
「S.T.A.R.Sの抹殺」という指令をインプットされているため、ジル達を執拗に追跡してくる。第一形態と第二形態がある。
イワン（Ivan）
アンブレラがT-ウイルスを用いて生み出したB.O.W.「タイラント」シリーズの一種。
セルゲイ大佐が護身用にカスタマイズした。衝撃吸収コートを着用しており、重火器を使用する程の知能を持つ。
また、設定では他のタイラントと同じように、リミッターが外れるとスーパータイラントと化すのだが、今作では変化しない。
テイロス（T-A.L.O.S / Tyrant - Armored Lethal Organic System）
オリジナルシナリオのボスキャラクター。
アンブレラ社が生み出したタイラントシリーズの最終形。第2形態まで変形する。
従来のタイラントよりも巨大な体躯をしており、全身を対爆撃仕様の装甲で覆っているのが特徴。
セルゲイの台詞からして、「洋館事件」の現場にこのクリーチャーの素体があったと思われ、レベッカとリチャードが、セルゲイと素体を担いだイワンが森に入っていくのを目撃している。

セルゲイモンスター
前述したセルゲイ・ウラジミール大佐がウイルスを活性化させ異形の怪物へと変異したもの。
「ラクーンシティ壊滅事件」では、素体を同市消滅直前に持ち出すことに成功（そのチャプターでは登場しない）。「闇を継ぐ者」でウェスカーの前に立ちはだかり、自らに投与したウイルスを活性化させることでセルゲイモンスターとなる。
肥大した口からは赤い球根状の器官が覗き、攻撃時にこれを射出する。両腕は縛るような形で鋭い爪を有した1本の触手となり、背中からはイバラの様な無数の触手が生えている。なお、変化後も知能は残っており会話は可能である（作中では一方的に喋る）。
小説版では、ウェスカーの左腕を切断するなど、ウェスカーを窮地に追い込む。

## オリジナル版との主な異同
ゲーム性に沿ってストーリーはある程度変更されているが、ゲーム中で入手できる旧作のダイジェストの内容はオリジナルのプロットに準じたものになっている。マップの異同、入手及び使用する武器の違いについては省略する。

### バイオハザード0
- レベッカとビリーの邂逅場面が、乗客の死体調査からゾンビの襲撃時に変更されている。
- 『0』では青年時代の姿で2人の前に登場したマーカスが、本作では死亡時と同じ姿（体色などは変異ヒル達が集合した擬態マーカスに酷似）で現れる。また、『0』では女王ヒルの暴走が原因のように怪物と化したが、本作では自ら暴走してヒルを身に纏い、変貌する。
- センチュリオン（大きなムカデのモンスター）が登場しない。
- 『0』において、ビリーはMP殺害による逃亡を肯定も否定もしていなかったが、本作では殺害を否定している。

### バイオハザード
- ジルとクリスが終始行動を共にする。
- ステージ構造はリメイク版をモデルにしている。
- バリー・バートンが登場しない。

### バイオハザード3
- ジルとカルロスが終始行動を共にする。
- カルロス以外のU.B.C.S.隊員が登場しない。
- ステージの構成やクリーチャーのグラフィックは原作の『3』ではなく、『OB』及び『OB2』のものに準拠している。その為、他シナリオと比べて原作との相違が激しく、ストーリーもほぼ別物となっている。グレイブティガーとは高架下で戦い、廃工場や時計台と言った原作のステージも登場しないので最後は警察署屋上から脱出する。
- ジルが追跡者によりT-ウィルスに冒されない。
- ハンターβ、ハンターγが登場せず、通常のハンターに変更されている。
- 地下鉄エリアで『2』のクリーチャーだったラージローチが登場する。
- 追跡者の変形が第二形態までしかない。
- 追跡者の使用する武器が『3』のロケットランチャー単体から、ロケットランチャーとガトリングガンの二種類に増加されている（小説版より）。

## ミニゲーム
クリア特典。もぐら叩きの要領で出現するゾンビを倒していく。登場するゾンビが全てが全裸タイプであり、高速での匍匐前進、至近距離で目前を横切るなどの奇妙な動きは、従来のシリーズのミニゲームと一線を画すシュールなものである。クリアしてもおまけ要素出現などは何もない（そもそもこのミニゲームがおまけ要素である）。

## 関連商品
- CD

バイオハザード アンブレラ・クロニクルズ オリジナルサウンドトラック（セルピュータ CPCA-10191）
- ガイドブック

バイオハザード アンブレラ・クロニクルズ アートオブアーツ（カプコン刊 ISBN 978-4-8623-3172-4）
バイオハザード アンブレラ・クロニクルズ オフィシャルガイドブック（カプコン刊 ISBN 978-4-86233-161-8）
バイオハザード アンブレラ・クロニクルズ 公式ガイドブック（エンターブレイン刊 ISBN 978-4-7577-3954-3）
- 小説

バイオハザード アンブレラ・クロニクルズ SIDE A（角川ホラー文庫 ISBN 978-4-04-352211-8）
バイオハザード アンブレラ・クロニクルズ SIDE B（角川ホラー文庫 ISBN 978-4-04-352212-5）
- 漫画

バイオハザード アンブレラ・クロニクルズ 崩壊への序曲（『週刊少年チャンピオン』2007年50号・51号［前後編］、監修：スタジオサバイヴ、原作：宮﨑克、漫画：松枝尚嗣）